# Женщина, которую я бросил
«Женщина, которую я бросил» (яп. 私が棄てた女: ватакуси-га сутэта онна; англ. The Girl I Abandoned) — фильм-драма режиссёра Кириро Ураямы вышедший на экраны в 1969 году. Фильм снят по роману Сюсаку Эндо, исполнившему одну из ролей.

## Сюжет
Цутому Ёсиока, герой фильма, молодой человек из деревни, бросающий всё и поехавший строить свою жизнь в городе. Добрый и порядочный по природе, но, разочаровавшись в действительности, Цутому становится приспособленцем и карьеристом. Милый и трудолюбивый студент превращается в ловкого пройдоху. Как он рассыпается в любезностях перед будущей тёщей, с каким холодным равнодушием встречает приехавшую из деревни мать! При этом он не прост и не однозначен. Ёсиока прекрасно видит неприглядные стороны общества выскочек, скороспелых богачей, испытывает к нему явную неприязнь и тем не менее всеми силами пытается пробраться и в нём утвердиться.
Полной противоположностью ему является Мицу — брошенная им в деревне возлюбленная. Верность Мицу, её постоянство в чувствах и поступках, сила её жертвенности (она кончает с собой, чтобы не мешать любимому) — всё это превращает её в глазах запутавшегося в жизни героя в символ вечных ценностей — материнской любви, народа, родины.
Богатая наследница Марико, ставшая женой героя, отнюдь не бессердечная злая разлучница: она красива, добра, благородна. Она видит, как мечется муж, и мучительно переживает его ложь. Отчуждённо и непримиримо встречает она его, когда он приходит домой после похорон Мицу.

## В ролях
- Тюитиро Каварадзаки — Цутому Ёсиока
- Тосиэ Кобаяси — Мицу
- Рурико Асаока — Марико Миура
- Тикако Нацуми — Симако
- Харуко Като — Юрико Миура
- Такэси Като — Хатиро Морита
- Тэруко Киси — Кинэ Морита
- Сёити Одзава — Ёсио Оно
- Сюсаку Эндо — доктор

...По своим художественным достоинствам эта работа Ураямы оставляет далеко позади его первые фильмы. Удивительно, как долгие годы простоя не отразились на его профессионализме. Композиционно фильм представляет собой сложное переплетение прошлого и настоящего. В воспоминаниях героев возникает их печальный, заранее обречённый роман. Наивной прелестью веет от деревенского праздника, где веселились Мицу и Цутому и где они, может быть, только и были по-настоящему счастливы.

## Премьеры
- — 3 сентября 1969 года состоялась национальная премьера фильма в Токио[2].
- — премьерный показ киноленты в США: 11 декабря 1970 года.[2].

## Награды и номинации
- Фильм выдвигался на премию "Кинэма Дзюмпо" в номинации за лучший фильм года, по результатам голосования занял 2 место.